# Глядень-3
Глядень-3 — село в Благовещенском районе Алтайского края, в составе Гляденьского сельсовета.

## История
Основано в 1909 году. До 1917 года меннонитское село в составе Леньковской волости Барнаульского уезда Томской губернии. Основатели из Причерноморья. Вместе с немцами переселялись также украинцы. Кроме меннонитов в Глядене-3 жили также поволжские немцы.
В 1928 году организован колхоз «Глядень»

## Физико-географическая характеристика
Село расположено в пределах Кулундинской равнины, относящейся к Западно-Сибирской равнине, на высоте 160 метров над уровнем моря. Рельеф местности равнинный. Село окружено полями. Распространены чернозёмы солонцеватые и солонцы (автоморфные).
По автомобильным дорогам расстояние до административного центра сельского поселения села Глядень — 4 км, до районного центра посёлка Благовещенка — 43 км, до краевого центра города Барнаула — 320 км.
Климат
Климат умеренный континентальный (согласно классификации климатов Кёппена-Гейгера — тип Dfb). Среднегодовая температура положительная и составляет +2,1° С, средняя температура самого холодного месяца января − 16,9 °C, самого жаркого месяца июля + 20,5° С. Многолетняя норма осадков — 327 мм, наибольшее количество осадков выпадает в июле — 54 мм, наименьшее в марте — 14 мм
Часовой пояс
Глядень-3, как и весь Алтайский край, находится в часовой зоне МСК+4. Смещение применяемого времени относительно UTC составляет +7:00.

## Население
Динамика численности населения по годам:
| 1926 |
| ---- |
| 259  |

| 1997 | 1998 | 1999 | 2000 | 2001 | 2002 | 2003 |
| ---- | ---- | ---- | ---- | ---- | ---- | ---- |
| 409  | ↗442 | ↘431 | ↘337 | ↗434 | ↘400 | ↘369 |
| 2004 | 2005 | 2006 | 2007 | 2008 | 2009 | 2010 |
| ↘357 | ↘326 | ↘323 | ↘292 | ↘287 | ↗302 | ↘282 |
| 2011 | 2012 | 2013 |      |      |      |      |
| ↘279 | ↗288 | ↗296 |      |      |      |      |